# Peter O'Leary
Peter O'Leary (født 3. marts 1972) er en newzealandsk fodbolddommer. Han har dømt internationalt under det internationale fodboldforbund FIFA siden 2003, hvor han er placeret i Oceaniens dommergruppe.
O'Leary blev sammen med sin newzealandske dommerkollega Michael Hester udtaget som Oceaniens dommerrepræsentanter ved VM 2010. O'Leary blev dog ikke tildelt kampe, og han måtte derfor rejse hjem uden at have dømt en eneste kamp.
Ved siden af den aktive dommerkarriere arbejder O'Leary som lærer.